# أندي تورنر (منافس ألعاب قوى)
أندي تورنر (بالإنجليزية: Andy Turner) (و. 1980  م) هو منافس ألعاب قوى بريطاني، ولد في نوتنغهام، شارك في الألعاب الأولمبية الصيفية 2012، والألعاب الأولمبية الصيفية 2004، والألعاب الأولمبية الصيفية 2008، ودورة ألعاب الكومنولث 2010.

## التعليم
تعلم في Nottingham High School ‏
.

## روابط خارجية
- أندي تورنر على موقع الاتحاد الدولي لألعاب القوى (الإنجليزية)
- أندي تورنر على موقع ThePowerOf10.info (الإنجليزية)
- أندي تورنر على موقع اللجنة الأولمبية الدولية (الإنجليزية)
- أندي تورنر على موقع أوليمبيديا (الإنجليزية)
- أندي تورنر على موقع اللجنة الأولمبية البريطانية (الإنجليزية)
- أندي تورنر على موقع اتحاد ألعاب الكومنولث (مؤرشف) (الإنجليزية)